# Patrick B. McGinnis
Patrick Benedict McGinnis (* 23. Mai 1904 in Palmyra, New York; † 20. Februar 1973 in Glendale, Ohio) war ein amerikanischer Manager im Finanz- und Eisenbahnsektor. Er war unter anderem Präsident der New York, New Haven and Hartford Railroad und der Boston and Maine Railroad.

## Leben
Patrick B. McGinnis wurde als Sohn von Patrick und Ann McGinnis geboren. Sein Vater war Vorarbeiter bei der New York Central Railroad.
1926 schloss er die St. Lawrence University als „bachelor of science“ ab. Danach studierte er an der Brooklyn Law School der New York University.
1930 heiratete er Lucille Whitney. Aus der Ehe gingen zwei Kinder hervor. Im gleichen Jahr begann er bei Lehman Brothers als Spezialist für Eisenbahn-Wertpapiere zu arbeiten. 1937 ging er zu Pflugfelder Bampton & Rust, wo er 1943 als Partner einstieg und ab 1946 bis 1948 Seniorpartner war. 1946 gründete er sein eigenes Unternehmen McGinnis & Co. dem er bis 1956 als Seniorpartner vorstand.
1947 organisierte McGinnis eine Gruppe von Finanziers, die die Kontrolle der Norfolk Southern Railway übernahm. Nach der Übernahme wurde er Chairman des Board of Directors. 1948 sorgte er mit dafür, dass Frederic C. Dumaine Sr. die Kontrolle der New York, New Haven and Hartford Railroad erhielt. Zur gleichen Zeit übernahm er einen großen Anteil an der Central of Georgia Railway (CoG) und wurde 1952 Vorstandsmitglied. Nachdem 1953 seine Position bei der Norfolk Southern verlassen musste, wurde er Chairman bei der CoG. Diesen Posten behielt er jedoch nur einen Monat. Ein 1954 erschienener Bericht der Interstate Commerce Commission zu seinem Management bei der Norfolk Southern fasste seine Tätigkeit mit den Worten zusammen „inordinate, extravagant and … wasteful“. So stiegen während seines Vorsitzes die Vorstandsgehälter von 25.000 $ auf 191.800 $ im Jahr 1951. Dazu kamen noch weitere Ausgaben für den Vorstand

Von McGinnis eingeführte Logo der New Haven

Nach einem gewonnenen Proxy-Fight übernahm er am 14. April 1954 die Präsidentschaft der New York, New Haven and Hartford Railroad. Er begründete die Übernahme mit der mangelnden Effizienz des Eisenbahngeschäftes. Seiner Meinung nach kamen die Gewinne der Gesellschaft aus den Immobiliengeschäften und nicht vom Bahnbetrieb. Im Rahmen des Übernahmekampfes versprach er verbesserte Angebote für die Pendler. Nach seiner Amtsübernahme reduzierte aus Kostengründen verschiedene Dienstleistungen sowie die Unterhaltungsarbeiten an den Zügen. Mit der Reduzierung des Leistungen versuchte er die Regierung zur Unterstützung des Pendlerverkehrs zu bewegen. Gleichzeitig versuchte er mit neuartigen Zügen (Talgo-Zug mit Lokomotive FM P-12-42, Train-X), die Kundschaft beim Fernverkehr zu erhöhen. Mit der Einführung eines neuen Farbschema sowie eines neuen Logos versuchte er den Unternehmensauftritt neu zu formen. In seine Amtszeit fällt auch die Reduzierung des elektrischen Zugbetriebes bei der New Haven sowie die Indienststellung der Dual-Mode-Lokomotiven EMD FL9. Durch die mangelnde Unterhaltung kam es zu häufigen Zugausfällen und Verspätungen. Proteste der Kunden führten schließlich zum Rücktritt McGinnis am 20. Januar 1956 führten. Am Ende seiner Präsidentschaft beliefen sich die langjährigen Schulden auf 200 Millionen Dollar.

Von McGinnis eingeführte Logo der B&M

Schon während seiner Zeit als Präsident der New Haven versuchte er eine Fusion mit der Boston and Maine Railroad (B&M) zu erreichen. So übernahm 1955 ein von ihm geführtes Konsortium die Kontrolle über die Gesellschaft. McGinnis wurde der Präsidentenposten durch den Einspruch der ICC aufgrund seines Vorsitzes bei der New Haven jedoch verwehrt. Unmittelbar nach seinem Rücktritt bei der New Haven übernahm er dann den Präsidentenposten der Boston Maine. Bei der B&M ging er weit weniger aggressiv vor, als bei seinem vorherigen Unternehmen. Während seiner Amtszeit führte er auch hier ein neues Farbschema ein und orderte einen Talgo-Zug. Unter seiner Federführung begann die weitgehende Einstellung des Personenfernverkehres bei der Boston&Maine. 1962 trat er aus gesundheitlichen Gründen als Präsident zurück, blieb aber als Chairman im Unternehmen. 1963 wurde er wegen der Annahme von Schmiergeldern beim Verkauf von B&M-Personenwagen zu 18 Monaten Haft verurteilt.
Patrick B. Mc Ginnis starb am 20. Februar 1973 in Glendale (Ohio).